# 52. østlige længdekreds
Den 52. østlige længdekreds (eller 52 grader østlig længde) er en længdekreds, der ligger 52 grader øst for nulmeridianen. Den løber gennem Ishavet, Europa, Asien, det Indiske Ocean, det Sydlige Ishav og Antarktis.